# Olympische Winterspiele 1984/Teilnehmer (Schweden)
| Gelbes Symbol für Goldmedaillen mit stilisierten Olympischen Ringen | Graues Symbol für Silbermedaillen mit stilisierten Olympischen Ringen | Braundes Symbol für Bronzemedaillen mit stilisierten Olympischen Ringen |
| ------------------------------------------------------------------- | --------------------------------------------------------------------- | ----------------------------------------------------------------------- |
| 4                                                                   | 2                                                                     | 2                                                                       |

Schweden nahm an den Olympischen Winterspielen 1984 in Sarajevo mit einer Delegation von 60 Athleten (51 Männer, 9 Frauen) teil. Der Eishockeyspieler Mats Waltin wurde als Fahnenträger für die Eröffnungsfeier ausgewählt.

## Teilnehmer nach Sportarten

### Biathlon
Herren:
- Ronnie Adolfsson
10 km: 25. Platz
20 km: 11. Platz
4 × 7,5 km: 10. Platz
- Leif Andersson
10 km: 24. Platz
20 km: 8. Platz
- Sven Fahlén
10 km: 21. Platz
20 km: 11. Platz
4 × 7,5 km: 10. Platz
- Tommy Höglund
4 × 7,5 km: 10. Platz
- Roger Westling
4 × 7,5 km: 10. Platz

### Bob
| Zweierbob: - Carl-Erik Eriksson/Nils Stefansson 19. Platz | Viererbob: - Carl-Erik Eriksson/Tommy Johansson/Nils Stefansson/Ulf Åkerblom 21. Platz |

### Eishockey
Herren: 
| - Per-Erik Eklund - Thom Eklund - Bo Ericsson - Håkan Eriksson - Peter Gradin - Mats Hessel - Michael Hjälm - Göran Lindblom - Tommy Mörth - Håkan Nordin | - Rolf Ridderwall - Thomas Rundqvist - Tomas Sandström - Håkan Södergren - Mats Thelin - Michael Thelvén - Mats Waltin - Göte Wälitalo - Thomas Åhlén - Jens Öhling |

### Eiskunstlauf
| Damen: - Catharina Lindgren 20. Platz | Herren: - Lars Åkesson 17. Platz |

### Eisschnelllauf
| Damen: - Annette Carlén-Karlsson 500 m: 18. Platz 1000 m: 9. Platz 1500 m: 12. Platz 3000 m: 11. Platz | Herren: - Claes Bengtsson 1500 m: 18. Platz 5000 m: 16. Platz 10.000 m: 16. Platz - Jan-Åke Carlberg 500 m: 34. Platz 1000 m: 29. Platz - Tomas Gustafson 500 m: 36. Platz 5000 m: 10.000 m: - Jan Junell 1500 m: 24. Platz 5000 m: 18. Platz 10.000 m: 15. Platz - Hans Magnusson 500 m: 42. Platz 1000 m: 21. Platz 1500 m: 16. Platz |

### Rodeln
| Damen: - Lotta Dahlberg 16. Platz | Herren: - Fredrik Wickman 19. Platz |

### Ski Alpin
Herren:
- Bengt Fjällberg
Slalom: DSQ
- Lars-Göran Halvarsson
Slalom: 8. Platz
- Niklas Henning
Riesenslalom: 18. Platz
- Gunnar Neuriesser
Riesenslalom: 22. Platz
- Jonas Nilsson
Slalom: 4. Platz
- Stig Strand
Slalom: 9. Platz
- Jörgen Sundqvist
Riesenslalom: DNF
- Johan Wallner
Riesenslalom: DNF

### Ski Nordisch

#### Langlauf
| Damen: - Kristina Hugosson 20 km: 31. Platz 4 × 5 km: 5. Platz - Marie Risby 5 km: 4. Platz 10 km: 6. Platz 20 km: 5. Platz - . 4 × 5 km: 5. Platz - Eva-Lena Karlsson 5 km: 37. Platz - Stina Karlsson 10 km: 31. Platz 20 km: 32. Platz - Karin Lamberg-Skog 5 km: 16. Platz 10 km: 18. Platz 4 × 5 km: 5. Platz - Ann Rosendahl 5 km: 23. Platz 10 km: 21. Platz 20 km: 23. Platz 4 × 5 km: 5. Platz | Herren: - Sven-Erik Danielsson 15 km: 15. Platz - Benny Kohlberg 15 km: 19. Platz 4 × 10 km: - Anders Larsson 50 km: 39. Platz - Torgny Mogren 15 km: 22. Platz 30 km: 23. Platz - Jan Ottosson 30 km: 16. Platz 50 km: 14. Platz 4 × 10 km: - Gunde Svan 15 km: 30 km: 50 km: 4 × 10 km: - Thomas Wassberg 30 km: 14. Platz 50 km: 4 × 10 km: |